# Thomas Southwood Smith
Thomas Southwood Smith, född 21 december 1788 i Martock, Somerset, död 10 december 1861 i Florens, var en brittisk hygieniker. 
Smith blev 1816 medicine doktor. Han ägnade sig med stort intresse och betydande framgång åt hygienen, grundlade sällskap för främjande av hälsovården och utgav ett antal mycket värdefulla och lärorika redogörelser för vidtagna sanitära åtgärder. På grund av sina stora förtjänster om den allmänna hälsovården kallades Smith till medlem av General Board of Health.